# Jean-Pierre Huaud
Ne doit pas être confondu avec Pierre Huaud.
Jean-Pierre Huaud, né le 28 juillet 1655 à Genève et mort le 6 février 1723 à Genève, est un peintre genevois réalisant des miniatures sur émail.

## Biographie
Jean-Pierre Huaud appartient à la famille Huaud qui compte plusieurs miniaturistes de renom.
Jean Huaud, son grand père, mort en 1638, réside à Châtellerault. Il est protestant et, en 1612 émigre à Genève. Il a un fils Pierre (dit Pierre I Huaud) né en 1612. Celui-ci fait son apprentissage chez Laurent Légaré, orfèvre. Pierre est reçu compagnon en 1634, puis maître. Le 16 juin 1643 il épouse Françoise Mussard, fille d’un lapidaire. Le couple a trois enfants Pierre (dit Pierre II), ne le 2 février 1647, Jean-Pierre, né le 28 juillet 1655 et Amy, né le 9 août 1657. Les enfants apprennent à peindre dans l'atelier paternel.
À la mort du père, Pierre (I), Jean-Pierre, qui signe alors ses œuvres Huaud le puîné, est chargé de la tutelle de son frère Amy.
Jean-Pierre se marie le 19 novembre 1684 avec Adrienne de Tudert, appartenant à la noblesse poitevine, avec qui il aura six enfants.
Il s'associe avec son frère Amy, et se rend avec lui à Berlin en 1686, sur l'incitation de son frère Pierre. Ils  sont nommés, par le grand électeur de Brandebourg, peintres en miniature de la cour en 1691. Ils retournent à Genève. Ils signent alors leurs créations "les frères Huaud les jeunes". En août 1790 ils retournent à Genève où ils demeurent jusqu'à leur mort.

## Œuvres

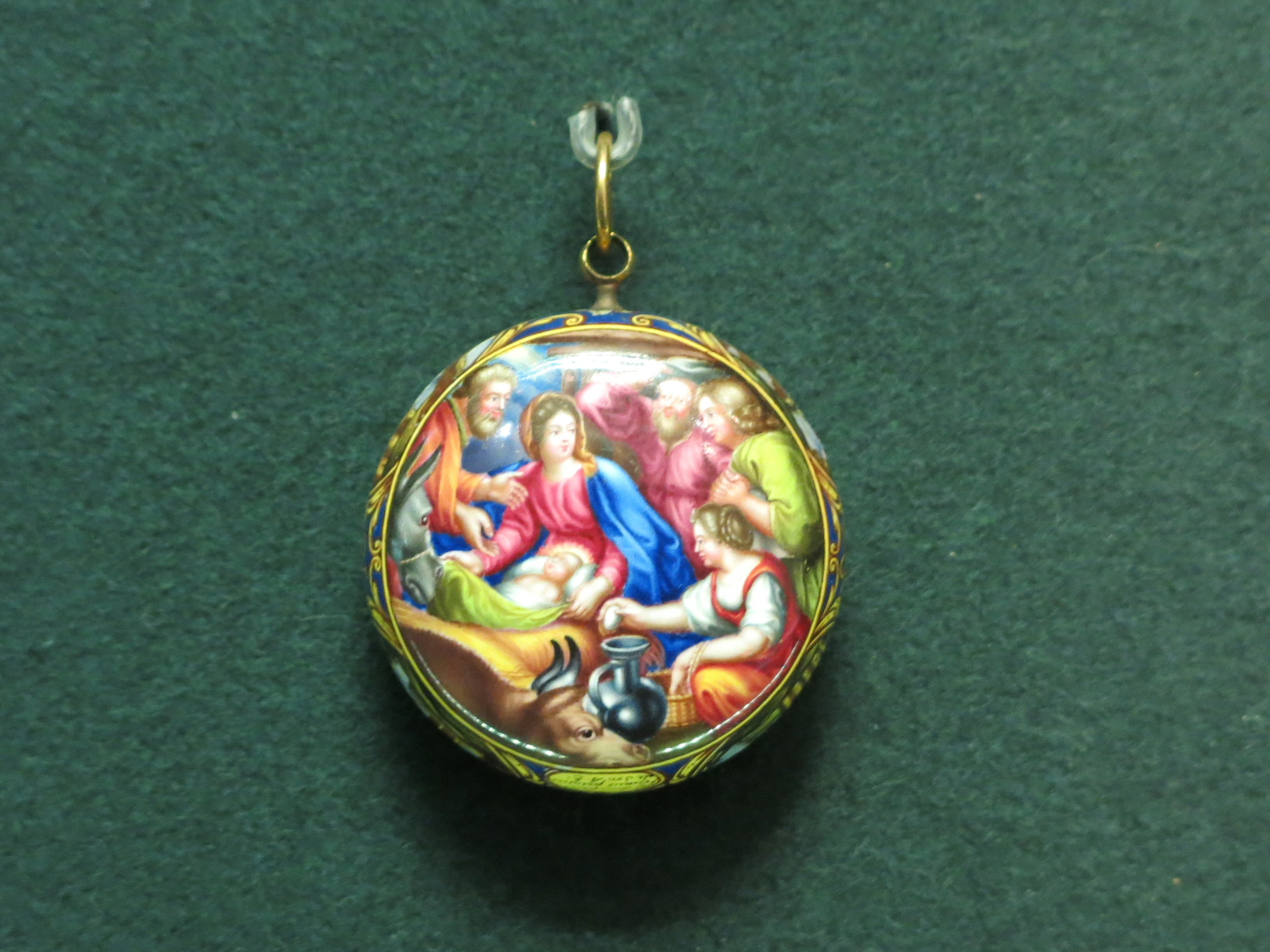
Boitier de montre Adoration des bergers. Jean-Pierre et Amy Huaud. 1686-1700. Musée du Louvre.
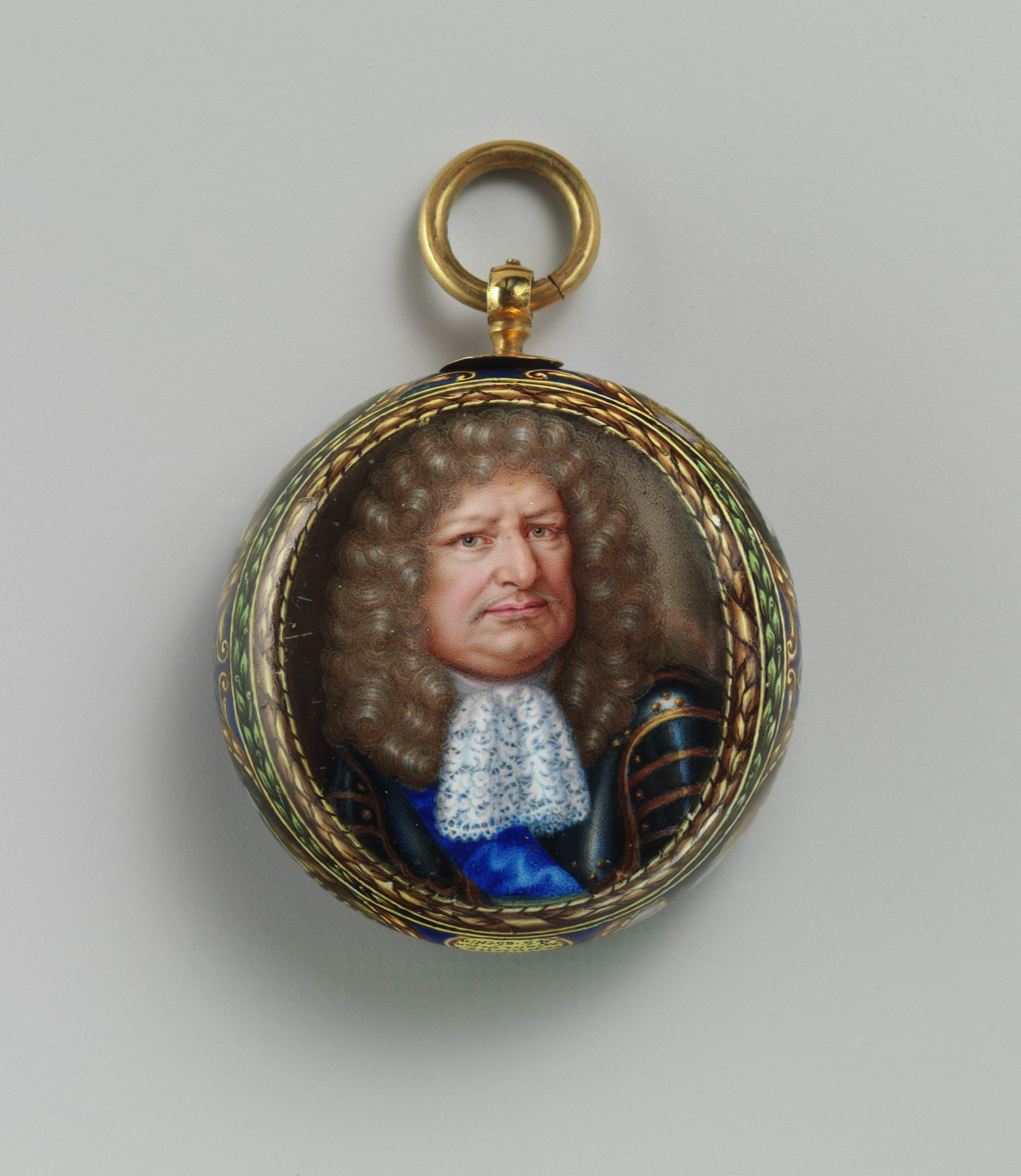
Montre avec le portrait de Friedrick Wilhelm, Le Grand Électeur
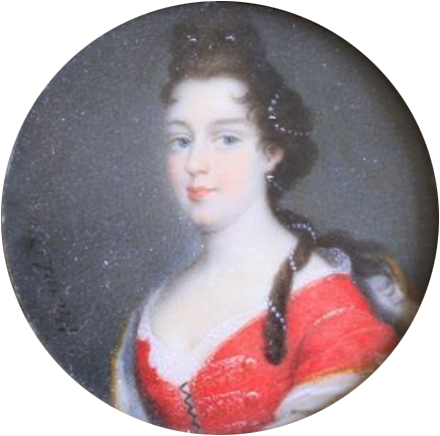
Portrait en buste d'Élisabeth-Charlotte d'Orléans, dite Mademoiselle

Quelques créations présentes dans des musées :
- Frederic 1er de Prusse, émail peint sur cuivre 4,8cm x 3,8 cm  Musée d'art et d'histoire de Genève
- Montre de poche avec Minerve et Mercure, boîte en or, entièrement recouverte d'émail peint,  4 cm x 2 cm x 4,7 cm,  Musée d'art et d'histoire de Genève
- Tasse et soucoupe,  émaux colorés sur cuivre. "Les deux pièces sont montées en or pour enrichir leur apparence générale ainsi que pour protéger l'émail et dissimuler les bords en cuivre".V&A ( Victoria & Alfred de South Kensington)[3].
- Boîte de montre en or et émail peint, boîte de montre en or et émail peint ornée de scènes représentant Diane et Actéon et Diane et Mercure, 4,8 cm X 55,5 cm x 2,4 cm,  Musée du Louvre
- Fond de boîtier de montre, Hauteur : 5,7 cm (avec accessoire) ; Diamètre : 4,4 cm ; Epaisseur : 1,4 cm, Musée du Louvre "Fond présentant une peinture émaillée figurant Diane et Actéon : le chasseur surprend la déesse en compagnie de trois nymphes ; contre-émail représentant un port : trois voiliers sont amarrés près d'une rive où se trouvent des ruines. Carrure ornée d'une guirlande de roses."[4]
- Montre, le mouvement est signé : Breguet Paris, le fond du boîtier est orné d'une Sainte Famille avec sainte Anne et saint Jean-Baptiste. Musée du Louvre.
- Portrait de Frederick III, hauteur : 6,7 cm ; largeur : 5,6 cm, Musée de l'Ermitage.